# Univers Zero
Gli Univers Zero sono un gruppo musicale belga, noto per arrangiamenti e stile manieristici e d'avanguardia, fortemente influenzati dalla musica da camera del ventesimo secolo.

## Storia
Fondati nel 1974 dal batterista Daniel Denis (nello stesso periodo in cui Christian Vander e i suoi Magma toccavano l'apice della maturità espressiva), fecero parte del movimento Rock in Opposition, promulgante uno stile e una concezione musicale e ideologica in netto contrasto con punk-wave e disco music. Veri e propri esempi di matrice d'ispirazione sono Béla Bartók, Igor' Fëdorovič Stravinskij e Albert Huybrechts.
Inizialmente, gli Univers Zero si presentarono come gruppo quasi interamente acustico, anche se più tardi ibridazioni e influenze elettroniche divennero più marcate. Il 1977 è l'anno della prima pubblicazione, con 1313, album estremamente particolare e intriso di una discreta vena dark, che evolve ulteriormente nel successivo Heresie, considerato dalla critica il lavoro di spicco.
Molto presente, come nelle opere successive, l'uso di strumenti caratteristici come  oboe, harmonium, spinetta e mellotron, nonostante siano principalmente sintetizzatori e chitarra elettrica a dominare la scena, nei lavori degli anni Ottanta. La fusione tra suoni differenti tende dunque a creare un sound spiccatamente "sui generis".
Dopo essersi momentaneamente sciolto nel 1987, il gruppo si è riformato nel 1999. Nel frattempo, Daniel Denis ha pubblicato due album da solista e si è aggregato agli Art Zoyd. Dal 1999 gli Univers Zero hanno pubblicato tre album che, pur mantenendo intatti stile ed esecuzione (ridotta solo la durata media dei brani), sembrano perdere qualcosa in termini di impatto emotivo.
Oltre ai già citati Art Zoyd, altri gruppi - seppur numericamente limitati - hanno ripreso lo stile tipico dei belgi. Ricordiamo Present, in parte Apocalyptica (orientati verso lidi heavy metal), Bohren & der Club of Gore (jazz), After Crying e Rachel's (tonalità più soft).

## Formazione originale
- Michel Berckmans - oboe, clarinetto
- Daniel Denis - batteria, percussioni
- Patrick Hanappier - violino, viola
- Guy Segers - basso, voce
- Roger Trigaux - chitarra, pianoforte, organo, harmonium

## Discografia

### Album in studio
- 1977 - Univers Zero (ridistribuito con il titolo 1313 e con un diverso mixaggio)
- 1979 - Heresie
- 1981 - Ceux du Dehors
- 1984 - Uzed
- 1986 - Heatwave
- 1999 - The Hard Quest
- 2002 - Rhythmix
- 2004 - Implosion
- 2010 - Clivages

### EP
- 1983 - Crawling Wind

### Singoli
- 1981 - Le triomphe des mouches

### Live
- 2006 - Live

### Raccolte
- 2008 - Relaps (Archives 1984-1986)